# Stamboom Frederik van Oranje-Nassau (1836-1846)
Dit is de stamboom van Frederik van Oranje-Nassau (1836-1846).
| Stamboom Frederik van Oranje-Nassau (1836-1846) | Stamboom Frederik van Oranje-Nassau (1836-1846)                                  | Stamboom Frederik van Oranje-Nassau (1836-1846)                                                |
| ----------------------------------------------- | -------------------------------------------------------------------------------- | ---------------------------------------------------------------------------------------------- |
| Grootouders                                     | Willem I van Oranje-Nassau (1772-1843) x 1791 Wilhelmina van Pruisen (1774-1837) | Frederik Willem III van Pruisen (1770-1840) x 1793 Louise van Mecklenburg-Strelitz (1776-1810) |
| Ouders                                          | Frederik van Oranje-Nassau (1797-1881) x 1825 Louise van Pruisen (1808-1870)     | Frederik van Oranje-Nassau (1797-1881) x 1825 Louise van Pruisen (1808-1870)                   |
| Frederik (1836-1846)                            |                                                                                  |                                                                                                |
| Kinderen                                        | -                                                                                | -                                                                                              |